# Grainau
Grainau là một đô thị ở huyện Garmisch-Partenkirchen bang Bayern thuộc nước Đức.

## Địa lý
Grainau nằm dưới chân ngọn núi  Zugspitze thuộc dãy núi Wetterstein và  nằm bên cạnh Garmisch-Partenkirchen, Farchant, Mittenwald, Krün và Wallgau là 1 trong 7 xã của công quốc Werdenfels cũ. Badersee và Eibsee là 2 hồ trên núi thuộc xã này. Hammersbach và Krepbach chảy ngang qua xã. Cả hai con suối này là phụ lưu hữu ngạn của sông Loisach.
Xã Grainau gồm có làng Obergrainau (có cơ quan hành chính của xã), Untergrainau, Hammersbach,  Schmölz  cũng như  thôn Eibsee.

## Giao thông
Bayerische Zugspitzbahn bắt đầu từ Garmisch-Partenkirchen chạy tới các làng Hammersbach, Grainau và Eibsee. Đoạn thung lũng chấm dứt tại nhà Grainau và bắt đầu đoạn lên núi Zugspitze bằng xe Zahnradbahn. Ngoài ra tuyến đường xe lửa Deutschen Bahn AG Garmisch-Partenkirchen–Reutte (Tirol) có dừng lại ở Untergrainau. Cũng có xe Eibseebus chạy từ Garmisch-Partenkirchen qua các làng trong xã tới Eibsee. 
Khách du  ngoạn có thể đến Grainau bằng ô tô qua đường liên bang 23, kết nối với đường cao tốc liên bang 95 (Munich - Garmisch-Partenkirchen), đường liên bang 2 (đoạn Starnberg-Mittenwald) và đường B 187 của Áo. Con đường sau cùng này cũng cung cấp một kết nối với B 179, dẫn qua Fernpass đến đường hầm biên giới Füssen và đến đường cao tốc liên bang số 7. Hơn nữa, đường 2061 của tiểu bang nối đường 23 của liên bang với Eibsee. Trong tương lai, tuyến đường vòng Garmisch cũng sẽ bắt đầu ở Grainau.